# ألماطاغ
ألماطاغ (بالتركية: Elmadağ, Ankara)‏ هي بلدة ومُديريَّة تقع في ولاية أنقرة بتركيا. تصل مساحتها إلى 568.1 كم²، وترتفع عن سطح البحر حوالي 1135 م.